# Stephen Zimmerman
Stephen Eric Zimmerman jr. (Hendersonville, 9 settembre 1996) è un cestista statunitense.

## Carriera
È stato selezionato dagli Orlando Magic al secondo giro del Draft NBA 2016 (41ª scelta assoluta).

## Palmarès

### Squadra
- Campionato ceco: 1

ČEZ Nymburk: 2020-21
- Coppa della Repubblica Ceca: 1

ČEZ Nymburk: 2021

### Individuale
- McDonald's All-American (2015)